# Igreja de São Francisco de Assis (Cracóvia)
A Igreja de São Francisco de Assis com o Mosteiro da Ordem Franciscana (em polonês/polaco:  Kościół św. Franciszka z Asyżu) localizado no bairro da Cidade Velha de Cracóvia, Polônia, é um complexo religioso católico romano no lado oeste da Praça de Todos os Santos em Franciszkańska 2, em frente ao Palácio do Bispo - residência do Papa João Paulo II durante suas estadas na cidade. A Igreja data do século XIII. São Maximiliano Kolbe era um monge lá em 1919 e liderou seu primeiro culto nesta igreja no retorno da Polônia à soberania.

## História

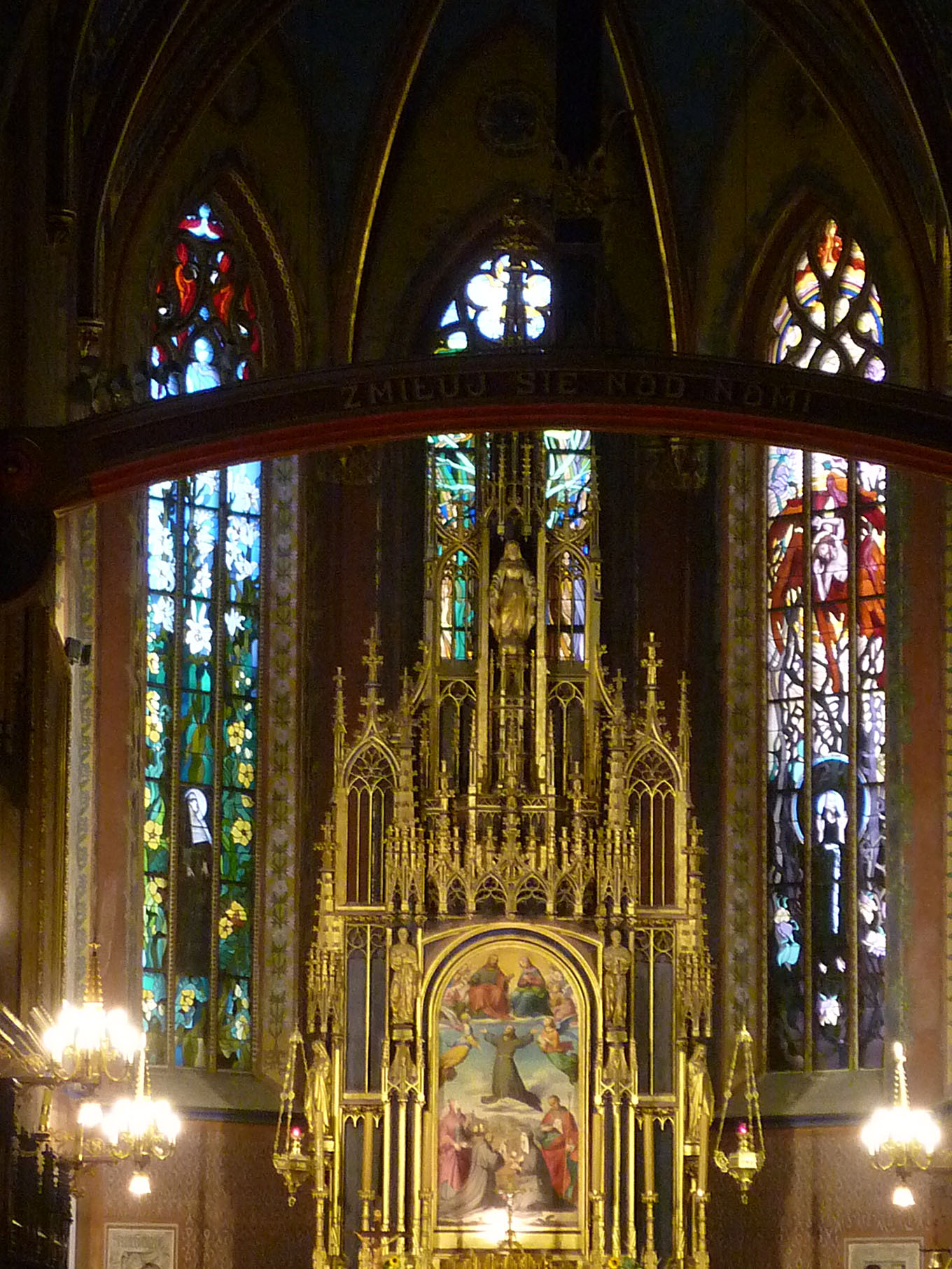
Abside com altar-mor e vitral de Wyspiański

Não há consenso entre os historiadores sobre o fundador da igreja. Ele era provavelmente o Duque Henrique II, o Piedoso (1196–1241), filho do Príncipe Henrique, o Barbudo (1165–1238), que residia em Cracóvia e também convidou os franciscanos para Breslávia. Sua esposa, Anna (filha do rei da Boêmia Premysl Otakar I), e especialmente sua irmã Agnes (Agnieszka) também contribuíram. No entanto, amplamente considerado como o fundador também é o Duque Bolesław V, o Casto, com sua esposa Santa Kinga, especialmente na construção e reconstrução da igreja e do mosteiro após a devastação da invasão mongol em 1241.

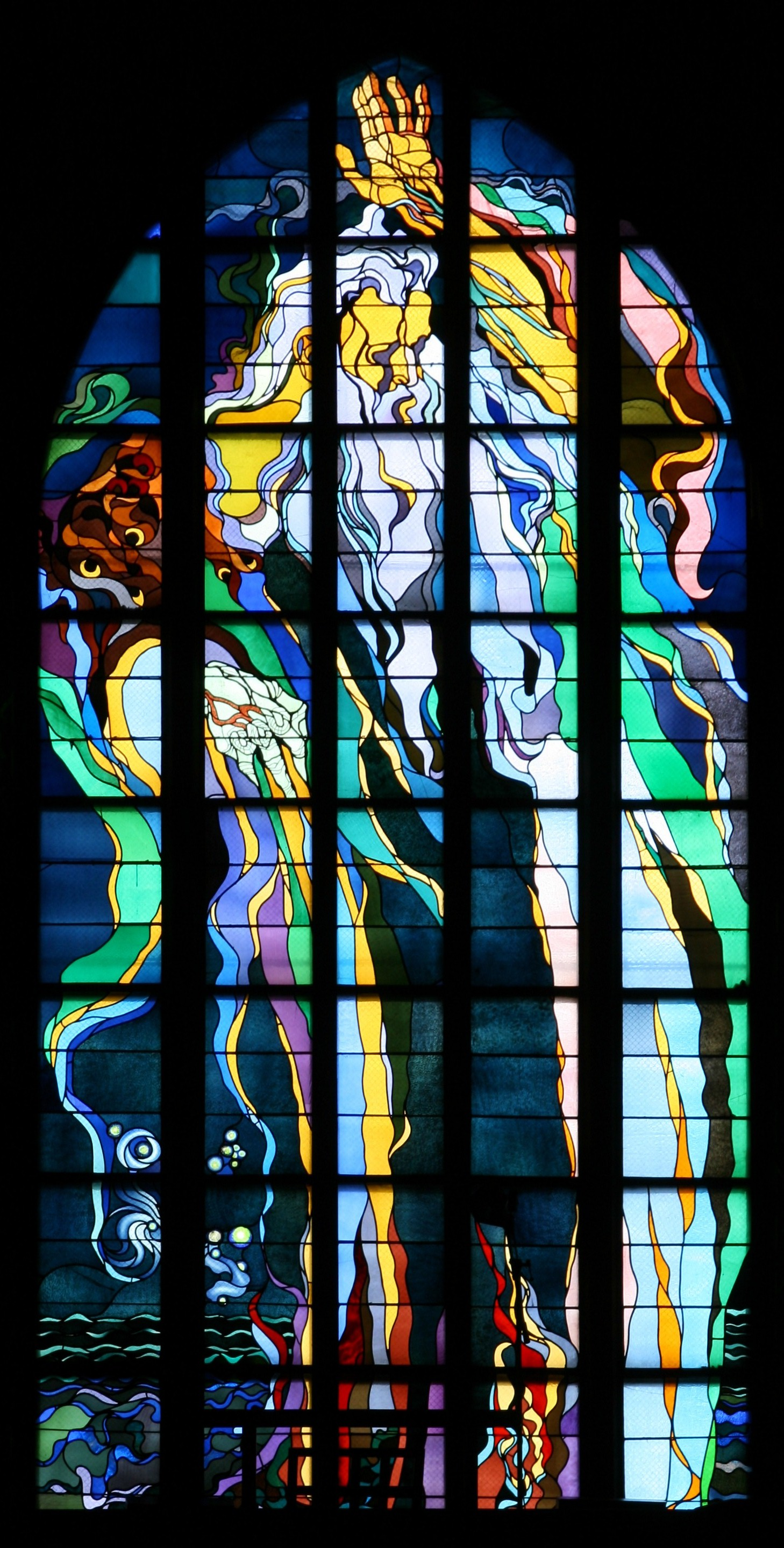
Vitral, projetado por Wyspiański

A Igreja foi um dos primeiros edifícios altos de tijolo e arenito da cidade. A estrutura gótica original do século 13 foi consagrada antes de 1269 e ampliada em 1260–70. Não resta muito desse período específico além da abóbada nervurada do século XIII. O presbitério foi alongado a partir de 1401 com a abside de três lados (foto). A parte central em forma de cruz com arcadas da nave foi adicionada por volta de 1420-36 (a capela-mor original era reta). Os anexos deram ao templo a forma de uma cruz grega pela primeira vez. A expansão foi consagrada novamente pelo Cardeal Zbigniew Oleśnicki em 1436. Apesar de várias calamidades (1462, 1476, 1655), a Igreja de São Francisco de Assis e o Mosteiro adjacente sofreram o incêndio mais destrutivo apenas em 1850. Os registros escritos de sua consagração junto com artefatos inestimáveis foram perdidos.
Para a Ordem Franciscana na Polônia, o período de partições estrangeiras foi mortal. Em 1864, de mais de 90 mosteiros franciscanos, apenas 8 permaneceram no país, incluindo o de Cracóvia. A situação melhorou ligeiramente após a Guerra Austro-Prussiana. Em 1866, a Áustria concedeu certo grau de autonomia a Cracóvia após sua própria derrota massiva. Em 1895, a parte oriental da igreja recebeu murais com motivos florais do fundador da Jovem Polônia, Stanisław Wyspiański . Wyspiański também foi o autor de magníficos vitrais na abside, fabricados na fundição de Innsbruck em 1899–1904. A re-consagração da igreja renovada pelo Bispo de Cracóvia, Anatol Nowak, ocorreu em 14 de junho de 1908. Foi promovida à categoria de Basílica Menor em 23 de fevereiro de 1920.

## Réplica exata do Sudário de Turim
A réplica do Sudário de Turim
 A Basílica Franciscana possui a cópia autenticada do Sudário de Turim, localizada na Capela da Paixão. É colocado no altar-mor da capela (na foto) para que todos os convidados e paroquianos o examinem. A réplica foi consagrada pelo Papa João Paulo II no Vaticano em 19 de março de 2003; e a inauguração cerimonial pelo Cardeal Franciszek Macharski de Cracóvia aconteceu em 14 de abril de 2003.
O Sudário de Turim é um linho funerário de 4,36 by 1,10 metros (14,3 pé × 3,6 pé), com o reverso da imagem de um homem, que se acredita ser de Cristo, que, segundo a tradição, foi embrulhado nela e colocado no túmulo. No meio está a aparente impressão da face de Cristo.